# Tetragnatha punua
Tetragnatha punua är en spindelart som beskrevs av Gillespie 2003. Tetragnatha punua ingår i släktet sträckkäkspindlar, och familjen käkspindlar. Inga underarter finns listade i Catalogue of Life.